# 法定傳染病
法定傳染病指的是各政府在其傳染病防治法規內，條列出特定項目的傳染病發生時，醫師或醫療機構需向衛生主管機關報告，並依照法律的規定進行治療甚至隔離等措施。被列為法定傳染病者通常是具傳播速度快、病情嚴重、致死率高等特性。

## 各地情况

### 中國大陸
依照《中华人民共和国传染病防治法》，根据传染病危害程度，法定传染病分为甲类、乙类和丙类，截止2009年共有39种。根据《中华人民共和国传染病防治法》，发生甲类传染病时，应当采取下列措施：
1. 强制隔离治疗：对病人、病原携带者，予以隔离治疗，隔离期限根据医学检查结果确定；对疑似病人，确诊前在指定场所单独隔离治疗；对医疗机构内的病人、病原携带者、疑似病人的密切接触者，在指定场所进行医学观察和采取其他必要的预防措施。拒绝隔离治疗、或者隔离期未满擅自脱离隔离治疗的，可以由公安机关协助医疗机构采取强制隔离治疗措施。
2. 封锁疫区：对已经发生甲类传染病病例的场所或者该场所内的特定区域的人员，所在地的县级以上地方人民政府可以实施隔离措施，并同时向上一级人民政府报告；接到报告的上级人民政府应当即时作出是否批准的决定。省、自治区、直辖市人民政府可以决定对本行政区域内的甲类传染病疫区实施封锁；但是，封锁大、中城市的疫区或者封锁跨省、自治区、直辖市的疫区，以及封锁疫区导致中断干线交通或者封锁国境的，由中华人民共和国国务院决定。疫区封锁的解除，由原决定机关决定并宣布。

《中华人民共和国传染病防治法》规定，其他乙类传染病和突发原因不明的传染病需要采取甲类传染病的预防、控制措施的（简称“乙类传染病甲类管理”），应由国务院卫生行政部门及时报经国务院批准后予以公布、实施。
对于违反传染病防治法规定，造成甲类传染病以及依法确定采取甲类传染病预防、控制措施的传染病传播或者有传播严重危险的行为，其适用罪名为妨害传染病防治罪。

#### 甲类传染病
甲类传染病是指：
- 鼠疫（一号病）
- 霍乱（二号病）

天花曾被称为“三号病”，但因1989年制订《中华人民共和国传染病防治法》之前天花已被消灭，故未被列入甲类传染病名录。

#### 乙类传染病
乙类传染病是指：
- 传染性非典型肺炎
- 艾滋病
- 病毒性肝炎
- 脊髓灰质炎
- 人感染高致病性禽流感
- 麻疹
- 流行性出血热
- 狂犬病
- 流行性乙型脑炎
- 登革热
- 炭疽
- 细菌性和阿米巴性痢疾
- 肺结核
- 伤寒和副伤寒
- 流行性脑脊髓膜炎
- 百日咳
- 白喉
- 新生儿破伤风
- 猩红热
- 布鲁氏菌病
- 淋病
- 梅毒
- 钩端螺旋体病
- 血吸虫病
- 疟疾
- 人感染H7N9禽流感（2013年10月增补）
- COVID-19感染（2020年1月增补）
- 猴痘（2023年9月增补）

传染性非典型肺炎、肺炭疽雖然是法定乙类传染病，但“采取甲类传染病的预防、控制措施”（简称“乙类传染病甲类管理”）。
2004年修订的《中华人民共和国传染病防治法》规定传染性非典型肺炎、人感染高致病性禽流感、以及炭疽中的肺炭疽按照甲类传染病的标准进行预防和控制。2009年4月30日，中华人民共和国卫生部发布《卫生部公告（2009年第8号）》，将甲型H1N1流感（原称人感染猪流感）纳入法定乙类传染病，并采取甲类传染病的预防、控制措施。2013年10月28日，中华人民共和国国家卫生和计划生育委员会发布《国家卫生计生委关于调整部分法定传染病病种管理工作的通知》（国卫疾控发〔2013〕28号），将人感染H7N9禽流感纳入法定乙类传染病；将甲型H1N1流感从乙类调整为丙类，并纳入现有流行性感冒进行管理；解除对人感染高致病性禽流感采取的传染病防治法规定的甲类传染病预防、控制措施。2020年1月20日，中华人民共和国国家卫生健康委员会发布《国家卫生健康委员会公告（2020年第1号）》，将新型冠状病毒感染的肺炎纳入法定乙类传染病，并采取甲类传染病的预防、控制措施。2022年12月26日，国家卫健委宣布将“新型冠状病毒肺炎”更名为“新型冠状病毒感染”，并自2023年1月8日起，解除对新型冠状病毒感染采取的甲类传染病预防、控制措施，即新型冠状病毒感染由“乙类甲管”调整为“乙类乙管”。2023年9月15日，国家卫健委发布《国家卫生健康委员会公告（2023年第7号）》，自2023年9月20日起，将猴痘纳入乙类传染病范围内。

#### 丙类传染病
丙类传染病是指：
- 流行性感冒（含甲型H1N1流感。甲型H1N1流感2009年4月增补至乙类，2013年10月降为丙类并列入流行性感冒管理。）
- 流行性腮腺炎
- 风疹
- 急性出血性结膜炎
- 麻风病
- 流行性和地方性斑疹伤寒
- 黑热病
- 包虫病
- 丝虫病
- 除霍乱、细菌性和阿米巴性痢疾、伤寒和副伤寒以外的感染性腹泻病
- 手足口病

#### 其他法定管理以及重点监测传染病
以下所列为《传染病防治法》未作规定，但国家卫生行政部门通过规范性文件要求使用法定传染病直报系统报送疫情信息的传染病：
- 水痘
- 尖锐湿疣
- 软下疳
- 非淋菌性尿道炎（宫颈炎）
- 生殖器疱
- 性病性淋巴肉芽肿

2007年5月10日，根据《卫生部关于印发〈全国不明原因肺炎病例监测、排查和管理方案〉的通知》（卫应急发〔2007〕158号）规定，发现不明原因肺炎，仍不能明确诊断的，应当使用法定传染病直报系统报送疫情信息。

### 香港
根據香港法例第599章 《預防及控制疾病條例》及於2016年2月15日正式生效的修訂條例，至2022年，共有五十二種需呈報的傳染病：
1. 急性脊髓灰質炎（小兒麻痺）
2. 阿米巴痢疾
3. 炭疽
4. 桿菌痢疾
5. 肉毒中毒
6. 水痘
7. 基孔肯雅熱
8. 霍亂
9. 社區型耐甲氧西林金黃葡萄球菌感染
10. 2019冠狀病毒病（COVID-19、新冠）
11. 克雅二氏症
12. 登革熱
13. 白喉
14. 腸病毒71型
15. 食物中毒
16. 乙型流感嗜血桿菌感染（侵入性）
17. 漢坦病毒感染
18. 侵入性肺炎球菌病
19. 日本腦炎
20. 退伍軍人病
21. 麻風
22. 鈎端螺旋體病
23. 李斯特菌病
24. 瘧疾
25. 麻疹
26. 腦膜炎雙球菌感染
27. 中東呼吸綜合症
28. 流行性腮腺炎
29. 新型甲型流行性感冒（甲型流感）
30. 副傷寒
31. 鼠疫
32. 鸚鵡熱
33. 寇熱
34. 狂犬病
35. 回歸熱
36. 風疹（德國麻疹）及先天性風疹綜合症
37. 猩紅熱
38. 嚴重急性呼吸系統綜合症（沙士、SARS）
39. 產志賀毒素大腸桿菌感染
40. 天花
41. 豬鏈球菌感染
42. 破傷風
43. 結核病
44. 傷寒
45. 斑疹傷寒及其他立克次體病
46. 病毒性出血熱
47. 病毒性肝炎
48. 西尼羅河病毒感染
49. 百日咳
50. 黃熱病
51. 寨卡病毒感染
52. 猴痘

### 澳門
根據第2/2004號法律《傳染病防治法》及第15/2008號行政法規《傳染病強制申報機制》，至2022年，共有47種需強制申報的傳染病：
1. 霍亂
2. 傷寒、副傷寒及其他沙門氏菌感染
3. 志賀菌病（包括細菌性痢疾）
4. 由腸出血性大腸埃希氏菌引起的感染
5. 細菌性食物中毒
6. 阿米巴病
7. 輪狀病毒性腸炎
8. 由諾沃克因子引起的急性胃腸炎
9. 結核病
10. 鼠疫
11. 炭疽
12. 鉤端螺旋體病
13. 麻風
14. 破傷風
15. 白喉
16. 百日咳
17. 猩紅熱
18. 腦膜炎球菌感染（有或無腦膜炎）
19. 軍團菌病［軍團病］
20. 梅毒（所有種類）
21. 淋球菌感染
22. 肛門生殖器疱疹
23. 斑疹傷寒（包括恙蟲病）
24. 急性脊髓灰質炎
25. 克雅二氏病（亞急性海綿狀腦病）
26. 狂犬病
27. 日本腦炎
28. 其他中樞神經系統病毒性感染
29. 登革熱
30. 寨卡病毒病
31. 黃熱病
32. 埃玻拉病毒病
33. 流行性出血熱（漢坦病毒病）
34. 水痘
35. 猴痘
36. 麻疹
37. 德國麻疹［風疹］，包括先天性德國麻疹
38. 腸病毒感染
39. 病毒性肝炎
40. 人類免疫缺陷病毒［HIV］感染
41. 流行性腮腺炎
42. 急性流行性出血性結膜炎
43. 瘧疾
44. 嚴重急性呼吸道綜合徵
45. 與其他冠狀病毒相關的嚴重急性呼吸道感染
46. 流行性感冒
47. 流感嗜血桿菌腦膜炎

### 台灣
法定傳染病指由中央主管機關依致死率、發生率及傳播速度等危害風險程度訂定高低分類之疾病，以下列出截至2022年6月23日，衛生福利部疾病管制署所規範之以下法定傳染病。
- 第一類：24小時內報告，應於指定隔離治療機構施行隔離治療。
  - 天花、鼠疫、嚴重急性呼吸道症候群（沙士、SARS）、狂犬病。

- 第二類：24小時內報告，必要時，得於指定隔離治療機構施行隔離治療。
  - 白喉、傷寒與副傷寒、登革熱、流行性腦脊髓膜炎、小兒麻痺症/急性無力肢體麻痺、桿菌性痢疾、阿米巴性痢疾、瘧疾、麻疹、急性病毒性A型肝炎、腸道出血性大腸桿菌感染症、漢他病毒症候群、德國麻疹、多重抗藥性結核病、屈公病、西尼羅熱、流行性斑疹傷寒、霍亂、茲卡病毒感染症、炭疽病、猴痘。

- 第三類：一週內通報，必要時，得於指定隔離治療機構施行隔離治療。
  - 百日咳、破傷風、日本腦炎、結核病（除多重抗藥性結核病外）、漢生病（麻風）、先天性德國麻疹症候群、急性病毒性B型肝炎、急性病毒性C型肝炎、急性病毒性D型肝炎、急性病毒性E型肝炎、流行性腮腺炎、退伍軍人病、侵襲性b型嗜血桿菌感染症、梅毒、淋病、新生兒破傷風、腸病毒感染併發重症、人類免疫缺乏病毒感染、急性病毒性肝炎未定型、先天性梅毒。

- 第四類：依中央主管機關公告之期限及規定方式為之。
  - 疱疹B病毒感染症、鉤端螺旋體病、類鼻疽、肉毒桿菌中毒、侵襲性肺炎鏈球菌感染症、Ｑ熱、地方性斑疹傷寒、萊姆病、兔熱病、恙蟲病、水痘併發重症、弓形蟲感染症、流感併發重症、庫賈氏病、布氏桿菌病、李斯特菌症、嚴重特殊傳染性肺炎（COVID-19）[16][17][18]。。

- 第五類：依中央主管機關公告之期限及規定方式為之。
  - 裂谷熱（里夫谷熱）、馬堡病毒出血熱、黃熱病、伊波拉病毒感染、拉薩熱、新型A 型流感（包含H1N1流感、H7N9流感）、中东呼吸综合征冠状病毒感染症（MERS）

- 其他：
  - 社區型MRSA、棘狀阿米巴、福氏內格里阿米巴腦膜腦炎、發熱伴血小板減少綜合症、廣東住血線蟲感染症、肺吸蟲感染症、鸚鵡熱、亨德拉病毒、立百病毒感染症、第二型豬鏈球菌感染症、細菌性腸胃炎、病毒性腸胃炎、沙門氏菌感染症、常見腸道寄生蟲病、淋巴絲蟲病、疥瘡感染症、旋毛蟲感染症、肺囊蟲肺炎、人芽囊原蟲感染、隱球菌症、頭蝨感染症、NDM-1腸道菌感染症、貓抓病、VISA/VRSA抗藥性檢測、CRE抗藥性檢測、中華肝吸蟲感染症、肺炎黴漿菌感染症。

## 法定动物疫病

### 中國大陸
动物疫病病种被分为一类、二类、三类动物疫病。一类动物疫病指对人与动物危害严重，需要采取紧急、严厉的强制预防、控制、扑灭等措施。
一类动物疫病是指：
- 猪水疱病（英语：Swine vesicular disease）（猪一号病）
- 非洲马瘟（二号病）
- 马传贫（三号病）
- 鸭瘟（四号病）
- 口蹄疫（猪五号病）
- 牛瘟（六号病）
- 猪瘟
- 非洲猪瘟
- 高致病性猪蓝耳病
- 传染性胸膜肺炎
- 牛海绵状脑病
- 痒病
- 蓝舌病
- 小反刍兽疫
- 绵羊痘和山羊痘
- 高致病性禽流感
- 新城疫
- 鲤春病毒血症
- 白斑综合征